# Phantastes
Phantastes: A Faerie Romance for Men and Women (littéralement, « Phantastes : une romance féerique pour hommes et femmes ») est un roman de fantasy rédigée par George MacDonald et publiée pour la première fois à Londres en 1858. Elle a été réimprimée en livre de poche par Ballantine Books en tant que quatorzième titre de la Ballantine Adult Fantasy series en avril 1970.
L'histoire tourne autour du personnage d'Anodos (« sans but » ou « ascension » en grec) et puise son inspiration dans le romantisme allemand, particulièrement Novalis. La nouvelle raconte l'histoire d'un jeune homme qui est attiré dans un monde onirique où il recherche activement une femme incarnant son idéal de beauté, la « Dame de Marbre ». Anodos y vit plusieurs aventures et subit plusieurs tentations, jusqu'à ce qu'il soit prêt à abandonner ses idéaux. 
L'ouvrage a été illustré par Arthur Hughes, illustrateur préraphaélique.
C. S. Lewis a lu une première fois cette nouvelle à l'âge de seize ans, il a rapporté que « [cette] nuit mon imagination a été, en un certain sens, baptisée : le reste de moi, contre nature, a pris plus longtemps. Je n'avais aucune idée ce dans quoi je m'étais embarqué en achetant Phantastes ».

### Traductions de
1. ↑  (en) « That night my imagination was, in a certain sense, baptized; the rest of me[,] not unnaturally, took longer. I had not the faintest notion what I had let myself in for by buying Phantastes »